# Đô thị tại Tiền Giang
Đô thị tại Tiền Giang bao gồm những thành phố, thị xã, thị trấn, xã được cơ quan nhà nước có thẩm quyền ra quyết định thành lập. Hiện tại, tỉnh Tiền Giang có ba loại đô thị, trong đó: loại I có 1 đô thị, loại II có 1 đô thị, loại III có 1 đô thị, loại V có 8 đô thị.

## Lịch sử hình thành
| Thời gian  | Sự kiện |
| ---------- | --- |
| Năm 1976   | Thành phố Mỹ Tho được Trung ương công nhận là đô thị loại III trực thuộc tỉnh Tiền Giang. |
| 9/12/2003  | Chính phủ Việt Nam ban hành Nghị định số 154/2003/NĐ-CP về việc thành lập phường, xã thuộc thành phố Mỹ Tho, thị xã Gò Công và huyện Cái Bè, tỉnh Tiền Giang. |
| 7/10/2005  | Thủ tướng Chính phủ ban hành Quyết định số 248/2005/QĐ-TTg về việc công nhận thành phố Mỹ Tho thuộc tỉnh Tiền Giang là đô thị loại II |
| 26/9/2009  | Chính phủ Việt Nam ban hành Nghị quyết số 28/NQ-CP về việc điều chỉnh địa giới hành chính huyện Châu Thành, huyện Chợ Gạo để mở rộng địa giới hành chính thành phố Mỹ Tho |
| 5/2/2016   | Thủ tướng Chính phủ ban hành Quyết định số 242/QĐ-TTg về việc công nhận thành phố Mỹ Tho là đô thị loại I trực thuộc tỉnh Tiền Giang |
| 26/12/2013 | Chính phủ Việt Nam ban hành Nghị quyết số 130/NQ-CP về việc điều chỉnh địa giới hành chính huyện Cai Lậy để thành lập thị xã Cai Lậy và huyện Cai Lậy còn lại |
| 20/1/2020  | Thị xã Cai Lậy được Bộ Xây dựng công nhận là đô thị loại III |
| 26/3/1977  | Quyết định số 77-CP của Hội đồng Chính phủ chuyển thị xã Gò Công thuộc tỉnh Tiền Giang thành thị trấn Gò Công, huyện lỵ của huyện Gò Công |
| 23/6/1994  | Nghị định 69-CP của Chính phủ về việc thành lập một số phường thuộc thị xã Gò Công: thành lập phường 3 thuộc thị xã Gò Công trên cơ sở một phần diện tích và nhân khẩu của xã Long Hưng; thành lập phường 4 thuộc thị xã Gò Công trên cơ sở một phần diện tích và nhân khẩu của xã Long Chánh. |
| 9/12/2003  | Nghị định 154/2003/NĐ-CP của Chính phủ về việc thành lập phường, xã thuộc thành phố Mỹ Tho, thị xã Gò Công huyện Cái Bè, tỉnh Tiền Giang: thành lập phường 5 thuộc thị xã Gò Công trên cơ sở 160 ha diện tích tự nhiên và 7.740 nhân khẩu của xã Long Hòa. |
| 21/1/2008  | Nghị định 09/2008/NĐ-CP của Chính phủ về việc điều chỉnh địa giới hành chính huyện Gò Công Đông và Gò Công Tây để mở rộng thị xã Gò Công tỉnh Tiền Giang: chuyển các xã Bình Đông, Bình Xuân và Tân Trung thuộc huyện Gò Công Đông về thị xã Gò Công quản lý; đồng thời điều chỉnh 580,72 ha diện tích tự nhiên và 2.238 nhân khẩu của xã Thành Công thuộc huyện Gò Công Tây về xã Bình Xuân thuộc thị xã Gò Công quản lý. |
| 14/04/2017 | Ngày 14 tháng 4 năm 2017, Bộ Xây dựng ban hành Quyết định số 368/QĐ-BXD về việc công nhận thị xã Gò Công là đô thị loại III. |
| 19/03/2024 | Ngày 19 tháng 3 năm 2024, Ủy ban Thường vụ Quốc hội ban hành Nghị quyết số 1013/NQ-UBTVQH15 về việc sắp xếp, thành lập các phường thuộc thị xã Gò Công và thành lập thành phố Gò Công thuộc tỉnh Tiền Giang (nghị quyết có hiệu lực từ ngày 1 tháng 5 năm 2024). |
| 14/12/2018 | UBND huyện Châu Thành công bố quyết định của UBND tỉnh Tiền Giang về việc công nhận thị trấn Tân Hiệp là đô thị loại V. |
| 27/8/1994  | Chính phủ ban hành Nghị định số 68-CP về việc thành lập huyện Tân Phước thuộc tỉnh Tiền Giang. Theo đó, xã Mỹ Phước chuyển sang trực thuộc huyện Tân Phước. Đồng thời, điều chỉnh địa giới hành chính xã Mỹ Phước để thành lập thị trấn Mỹ Phước, thị trấn huyện lỵ huyện Tân Phước và xã Phước Lập |
| 1/2/2020   | Sáp nhập toàn bộ diện tích và dân số của xã Mỹ Phước vào thị trấn Mỹ Phước theo Nghị quyết số 870/NQ-UBTVQH14 ngày 10/1/2020 của Ủy ban Thường vụ Quốc hội về việc sắp xếp các đơn vị hành chính cấp xã thuộc tỉnh Tiền Giang. |
| 13/2/1987  | Theo Quyết định 23-HĐBT của Hội đồng Bộ trưởng, giải thể xã Tăng Hoà của huyện Gò Công Đông thuộc tỉnh Tiền Giang để thành lập thị trấn Tân Hoà, thị trấn huyện lỵ huyện Gò Công Đông. |
| 14/1/2002  | Theo Nghị định số 07/2002/NĐ-CP của Chính phủ, tái lập xã Tăng Hòa thuộc huyện Gò Công Đông từ 1.745,67 ha diện tích tự nhiên và 9.568 người của thị trấn Tân Hoà. |
| 30/9/2010  | Theo Nghị quyết 37/NQ-CP của Chính phủ, điều chỉnh địa giới hành chính xã, thành lập thị trấn Vàm Láng thuộc huyện Gò Công Đông, tỉnh Tiền Giang trên cơ sở điều chỉnh 600 ha diện tích tự nhiên và 13.921 người của xã Vàm Láng |
| 25/10/2018 | Xã Bình Phú được UBND tỉnh Tiền Giang công nhận là đô thị loại V. |
| 11/08/2022 | Theo Nghị quyết số 569/NQ-UBTVQH15 (nghị quyết có hiệu lực từ ngày 1 tháng 10 năm 2022) của Ủy ban thường vụ quốc hội về việc thành lập thị trấn Bình Phú trên cơ sở toàn bộ 19,07 km² diện tích tự nhiên và 18.502 người của xã Bình Phú |

## Các đô thị
| STT  | Tên đô thị          | Loại đô thị | Diện tích (km²)     | Dân số (người) | Mật độ dân số (người/km²) | Vai trò                                                                          | Số phường | Số xã | Số thị trấn |
| ---- | ------------------- | ----------- | ------------------- | -------------- | ------------------------- | -------------------------------------------------------------------------------- | --------- | ----- | ----------- |
| 01   | Thành phố Mỹ Tho    | I (2016)    | 84                  | 320.790 (2021) | 3.934                     | Trung tâm kinh tế, văn hoá và xã hội quan trọng nhất của tiểu vùng bắc sông Tiền | 11        | 6     |             |
| 02   | Thành phố Gò Công   | II (2024)   | 101,69              | 151.937 (2022) | 1.494                     | Trung tâm kinh tế, văn hoá và xã hội của tiểu vùng phía Đông tỉnh Tiền Giang     | 7         | 3     |             |
| 03   | Thị xã Cai Lậy      | III (2020)  | 140,189             | 143.050 (2017) | 1022                      | Trung tâm kinh tế, văn hoá và xã hội của tiểu vùng phía Tây tỉnh Tiền Giang      | 6         | 10    |             |
| 04   | Thị trấn Cái Bè     | V           | 4,14 (đô thị: 5,95) | 31.133 (2019)  | 7.520                     | Trung tâm chính trị, kinh tế, văn hoá và xã hội của huyện Cái Bè                 |           |       | 1           |
| 05   | Thị trấn Chợ Gạo    | V (2018)    | 3,04                | 7.523 (2013)   | 2.473                     | Trung tâm chính trị, kinh tế, văn hoá và xã hội của huyện Chợ Gạo                |           |       | 1           |
| 06   | Thị trấn Mỹ Phước   | V (2019)    | 40,28               | 6.678 (2019)   | 166                       | Trung tâm chính trị, kinh tế, văn hoá và xã hội của huyện Tân Phước              |           |       | 1           |
| 07   | Thị trấn Tân Hiệp   | V (2018)    | 0,74 (đô thị: 4,2)  | 6.242 (2017)   | 8.435                     | Trung tâm chính trị, kinh tế, văn hoá và xã hội của huyện Châu Thành             |           |       | 1           |
| 08   | Thị trấn Tân Hoà    | V (2018)    | 3,25 (đô thị: 5,28) | 6.830 (2013)   | 2.102                     | Trung tâm chính trị, kinh tế, văn hoá và xã hội của huyện Gò Công Đông           |           |       | 1           |
| 09   | Thị trấn Vĩnh Bình  | V (2018)    | 7,69                | 11.854 (1999)  | 1.541                     | Trung tâm chính trị, kinh tế, văn hoá và xã hội của huyện Gò Công Tây            |           |       | 1           |
| 10   | Thị trấn Vàm Láng   | V           | 6                   | 14.302 (2013)  | 2.384                     | Trung tâm kinh tế, văn hoá và xã hội tiểu vùng phía Bắc của huyện Gò Công Đông   |           |       | 1           |
| 11   | Thị trấn Bình Phú   | V (2018)    | 19,07               | 18.502         | 970                       | Trung tâm chính trị, kinh tế, văn hoá và xã hội của huyện Cai Lậy                |           |       | 1           |
| 12   | Đô thị An Hữu       | V (2020)    |                     |                |                           |                                                                                  |           | 1     |             |
| 13   | Đô thị Long Định    | V           |                     |                |                           |                                                                                  |           | 1     |             |
| 14   | Đô thị Vĩnh Kim     | V (2024)    |                     |                |                           |                                                                                  |           | 1     |             |
| 15   | Đô thị Thiên Hộ     |             |                     |                |                           |                                                                                  |           | 1     |             |
| 16   | Đô thị Tân Tây      |             |                     |                |                           |                                                                                  |           | 1     |             |
| 17   | Đô thị Phú Thạnh    |             |                     |                |                           |                                                                                  |           | 1     |             |
| 18   | Đô thị Bến Tranh    |             |                     |                |                           |                                                                                  |           | 1     |             |
| 19   | Đô thị Long Bình    |             |                     |                |                           |                                                                                  |           | 1     |             |
| 20   | Đô thị Đồng Sơn     |             |                     |                |                           |                                                                                  |           | 1     |             |
| 21   | Đô thị Phú Mỹ       |             |                     |                |                           |                                                                                  |           | 1     |             |
| 22   | Đô thị Hòa Khánh    |             |                     |                |                           |                                                                                  |           | 1     |             |
| 23   | Đô thị Long Trung   |             |                     |                |                           |                                                                                  |           | 1     |             |
| 24   | Đô thị Mỹ Thành Nam |             |                     |                |                           |                                                                                  |           | 1     |             |
| Tổng | 24                  |             |                     |                |                           |                                                                                  | 24        | 32    | 8           |